# جان باتشيت
جان وارد باتشيت أوير (بالإنجليزية: Jean Patchett)‏ (16 فبراير 1926 - 22 يناير 2002) عارضة أزياء رائدة في أواخر عقد الخمسينات، وأوائل الستينات، كانت من بين أفضل عارضات الأزياء المعروفات في تلك الحقبة، والتي تضمنت دوفيما ودوريان ليه وسوزي باركر وإيفلين تريب وليزا فونساغريفيس. كانت جان باتشيت موضوعًا لاثنتين من أشهر أغلفة مجلة فوغ، وكلاهما تم تصويرهما في عام 1950 من قبل إيروين بلومنفلد وإيرفينج بن.
خلال حياتها المهنية، ظهرت على أكثر من 40 غلاف مجلة.

## وفاتها
توفيت جان باتشيت أوير في 22 يناير 2002 عن عمر يناهز 75 عامًا بسبب انتفاخ الرئة. تم دفنها في مقبرة الطلبات الصغيرة في بريستون، ماريلاند